# Das total verrückte Campingparadies
Das total verrückte Campingparadies (Originaltitel: Carry On Camping) ist der 17. Film der Carry-On-Filmreihe.

## Inhalt
Sid Boggle und sein Freund Bernie Lugg sind Partner in einem Klempnergeschäft. Als sie eines Tages aus dem Kino kommen, in dem sie ein Nudistencamp gesehen haben, kommen sie auf die Idee, dort mit ihren Freundinnen Urlaub machen zu wollen. Es gelingt ihnen ihre Freundinnen Joan Fussey und Anthea Meeks zu überreden, ohne ihnen das genaue Ziel zu verraten. Dummerweise stellt sich heraus, dass der erhoffte Nudistencampingplatz „Paradis“ ein ganz normaler Familiencampingplatz ist und auch die Lage nicht gerade paradiesisch. Dennoch entscheiden sie sich dort zu bleiben, weil Platzwart Fiddler eine Rückerstattung verweigert.
Zur selben Zeit brechen auch Peter und Harriet Potter auf, um wie jedes Jahr den Urlaub auf ihrem Campingplatz zu verbringen. Unterwegs lesen sie den unbeholfenen, tollpatschigen Charlie Muggins auf, der vor allem für Peter zu einer immer größer werdenden Plage wird.
Als dritte Partei treffen Dr. Soaper, Miss Haggerd und ihre Schützlinge aus dem Mädchenpensionat ein. Vor allem die junge Sexbombe Babs verdreht den Männern auf dem Campingplatz reihenweise den Kopf.
Chaos entsteht, als dann auch noch eine Gruppe Hippies auftaucht und das benachbarte Feld für eine laute, die ganze Nacht andauernde Rave-Party mit einer Live-Band besetzt. Die Camper schließen sich zusammen und vertreiben die Partygäste erfolgreich, aber alle Mädchen gehen mit den Hippies. Für Bernie und Sid gibt es jedoch ein Happy End, als ihre Freundinnen endlich zustimmen, in ihr Zelt zu ziehen. Die alteingesessenen Camper Peter und Harriet Potter schwören indessen, dass dieser Campingurlaub mit Sicherheit ihr letzter sein wird.

## Bemerkungen
Im Film gibt es Anspielungen auf ältere Carry-On-Filme; so erzählt Miss Haggerd Dr. Soaper von ihrem früheren Job als Krankenschwester (Das total verrückte Krankenhaus).
Die Dreharbeiten wurden durch den vielen Regen im Herbst stark beeinträchtigt, was man in vielen Szenen bemerken kann.
Der Nudistenfilm, den sich Sid James und Bernard Bresslaw in ihren Rollen am Beginn des Filmes ansehen, ist der Kinofilm Nudist Paradise. Es war überhaupt der erste Film der Reihe mit richtigen Nacktszenen. Auch im regulären Film gibt es eine Szene, in der Babs Windsor beim Frühsport zur Freude der zusehenden Männer ihr Bikinioberteil verliert. In ihren folgenden Auftritten sollte sie noch mehrfach ihre Hüllen fallen lassen. Nicht zuletzt diese Tatsache machte sie zu einem der am meisten erinnerten Stars der Reihe – und das obwohl sie letztlich in nur 8 von 30 Filmen auftrat.

## Kritiken
Das Lexikon des internationalen Films beurteilte den Film als „Anspruchsloses Lustspiel aus der schier endlosen Ist ja irre (‚Carry on…‘)-Reihe […], das plump-billige Gags und zweideutige Späße aneinanderreiht.“
Adolf Heinzlmeier und Berndt Schulz schrieben im Lexikon „Filme im Fernsehen“: „Andeutungen britischen Humors lockern die Klischees des Genres etwas auf“, aber ansonsten wäre es nur ein „Carry on-Seriendurchschnitt.“

## Soundtrack
- Eric Rogers: Carry On Camping. Suite. Auf: The Carry On Album. Music From the Films by Bruce Montgomery and Eric Rogers. ASV, London 1999, Tonträger-Nr. CD WHL 2119 – digitale Neueinspielung der Filmmusik in Auszügen durch die Prager Philharmoniker unter der Leitung von Gavin Sutherland